# Jean-Claude Brisseau
Jean-Claude Brisseau (Párizs, 1944. július 17. – Párizs, 2019. május 11.) francia filmrendező, forgatókönyvíró, producer.

## Filmjei
- La croisée des chemins (1976, forgatókönyvíró, producer is)
- Médiumnité (1978)
- La vie comme ça (1978, tv-film, forgatókönyvíró is)
- Télévision de chambre (1982, tv-sorozat, egy epizód, forgatókönyvíró is)
- Les ombres (1982, tv-film, forgatókönyvíró is)
- Les contes modernes: Au sujet de l'enfance (1982, tv-film, Echangeur, L rész)
- Un jeu brutal (1983, forgatókönyvíró is)
- De bruit et de fureur (1988, forgatókönyvíró is)
- Noce blanche (1989, forgatókönyvíró is)
- Céline (1992, forgatókönyvíró, producer is)
- A fekete angyal (L'ange noir) (1994, forgatókönyvíró, producer is)
- Les savates du bon Dieu (2000, forgatókönyvíró, producer is)
- Titkok (Choses secrètes) (2002, forgatókönyvíró, producer is)
- Les anges exterminateurs (2006, forgatókönyvíró is)
- À l'aventure (2008, forgatókönyvíró is)
- La fille de nulle part (2012, forgatókönyvíró, producer is)
- Des jeunes femmes disparaissent (2014, rövidfilm, forgatókönyvíró is)
- Que le diable nous emporte (2018, forgatókönyvíró, producer is)

## Díjai
- Locarnói Nemzetközi Filmfesztivál – Arany Leopárd (2012, a La fille de nulle part című filmért)